# Acaroceras schalleri
Acaroceras schalleri är en kvalsterart som beskrevs av Balogh 1962. Acaroceras schalleri ingår i släktet Acaroceras och familjen Microzetidae. Inga underarter finns listade i Catalogue of Life.